# 개그맨 (영화)
"개그맨"은 1989년에 개봉한 대한민국의 영화이며 전통적인 영화문법에 얽매이지 않고 독특하게 이야기를 이끌어냈으나 대부분의 관객으로부터 ‘B급 코미디’ ‘어설픈 영화’등이란 비난을 사  흥행에 실패했다. 

## 캐스팅
- 안성기 : 이종세 역
- 황신혜 : 오선영 역
- 배창호 : 문도석 역
- 전무송 : 감독 역
- 조주미
- 주호성 : 조부장 역
- 최종원 : 택시기사 역
- 추봉
- 조철남
- 조선묵
- 박부양
- 정영국
- 조윤진
- 나갑성
- 박용팔
- 김경란
- 이해룡
- 신찬일
- 안진수
- 유민석
- 김세준 : 수리공 역 (특별출연)
- 손창민 : 탈영병 역 (특별출연)